# 広南県
広南県（こうなんけん）は中華人民共和国雲南省文山チワン族ミャオ族自治州に位置する県。

## 行政区画
下部に7鎮、11郷を管轄する
- 鎮
  - 蓮城鎮、八宝鎮、南屏鎮、珠街鎮、那灑鎮、珠琳鎮、壩美鎮
- 郷
  - 董堡郷、旧莫郷、楊柳井郷、板蚌郷、曙光郷、黒支果郷、篆角郷、五珠郷、者兎郷、者太郷、底圩郷

## 交通

### 鉄道
- 中国鉄路総公司
  - 南昆旅客専用線

（昆明方面）- 珠琳駅 - 広南県駅 - 白臘寨駅 -（南寧方面）

### 道路
- 高速道路
  - 広昆高速道路
- 国道
  - G323国道